# Les Fusillés (metropolitana di Algeri)
Les Fusillés è una stazione della linea 1 della metropolitana di Algeri, situata nel comune di Kouba.

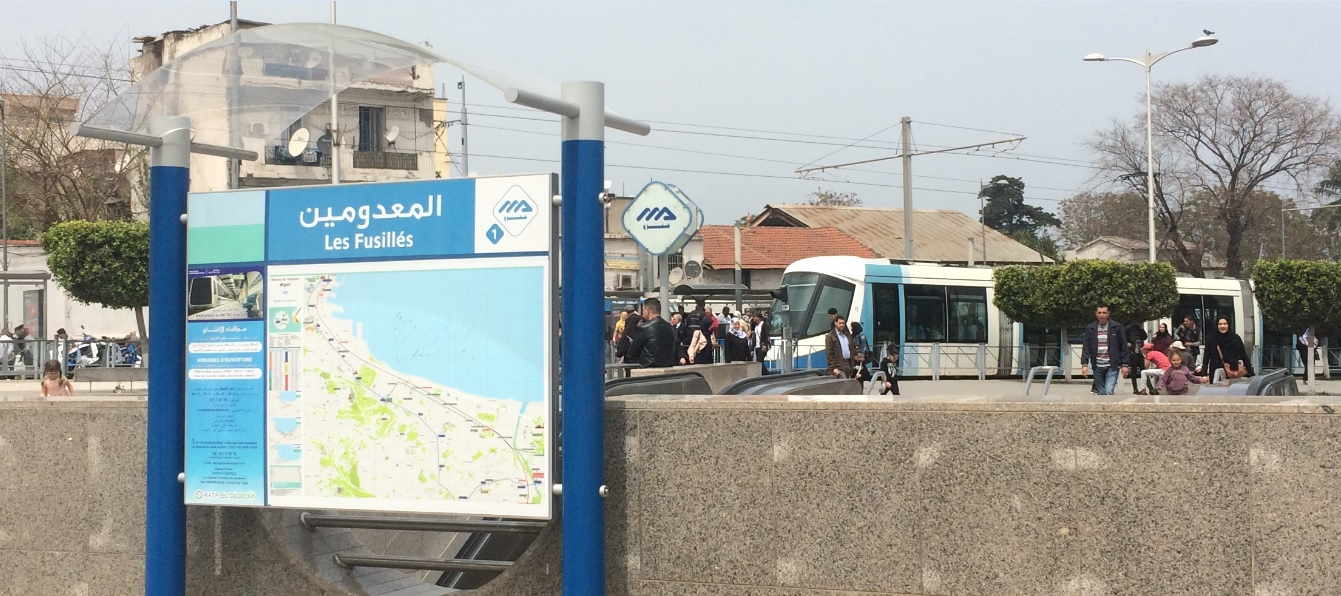
Stazioni di metro e tram di Les Fusillés.

Si trova all'incrocio tra il chemin des fusillés du 17 mai 1957 e il viale Boudjatit Mahmoud. Si trova nel quartiere di El Annasser (anche noto come Ruisseau).

## Strutture e impianti
È una stazione sotterranea a 4 binari, due per ogni senso di marcia, serviti da due banchine laterali per ciascun lato.

## Servizi
La stazione è dotata di 2 uscite, una sul viale Boudjatit Mahmoud e una su via des Fusillés.

## Interscambi
- Bus ETUSA, linee 1, 4, 6, 14, 27, 34, 66, 79, 89, 92 e 126.[2]
- Nei pressi della stazione è presente la funivia del Palazzo della Cultura. Tramite quest'ultima sono raggiungibili il Ministero degli affari esteri e il Ministero della Cultura dell'Algeria.
- La fermata Ruisseau della rete tranviaria di Algeri.
- La fermata dei taxi Ruisseau - Belcourt.